# Haploa harrisi
Haploa harrisi är en fjärilsart som beskrevs av Dyar 1902. Haploa harrisi ingår i släktet Haploa och familjen björnspinnare. Inga underarter finns listade i Catalogue of Life.